# Jimmy Gardner (ishockeyspelare)

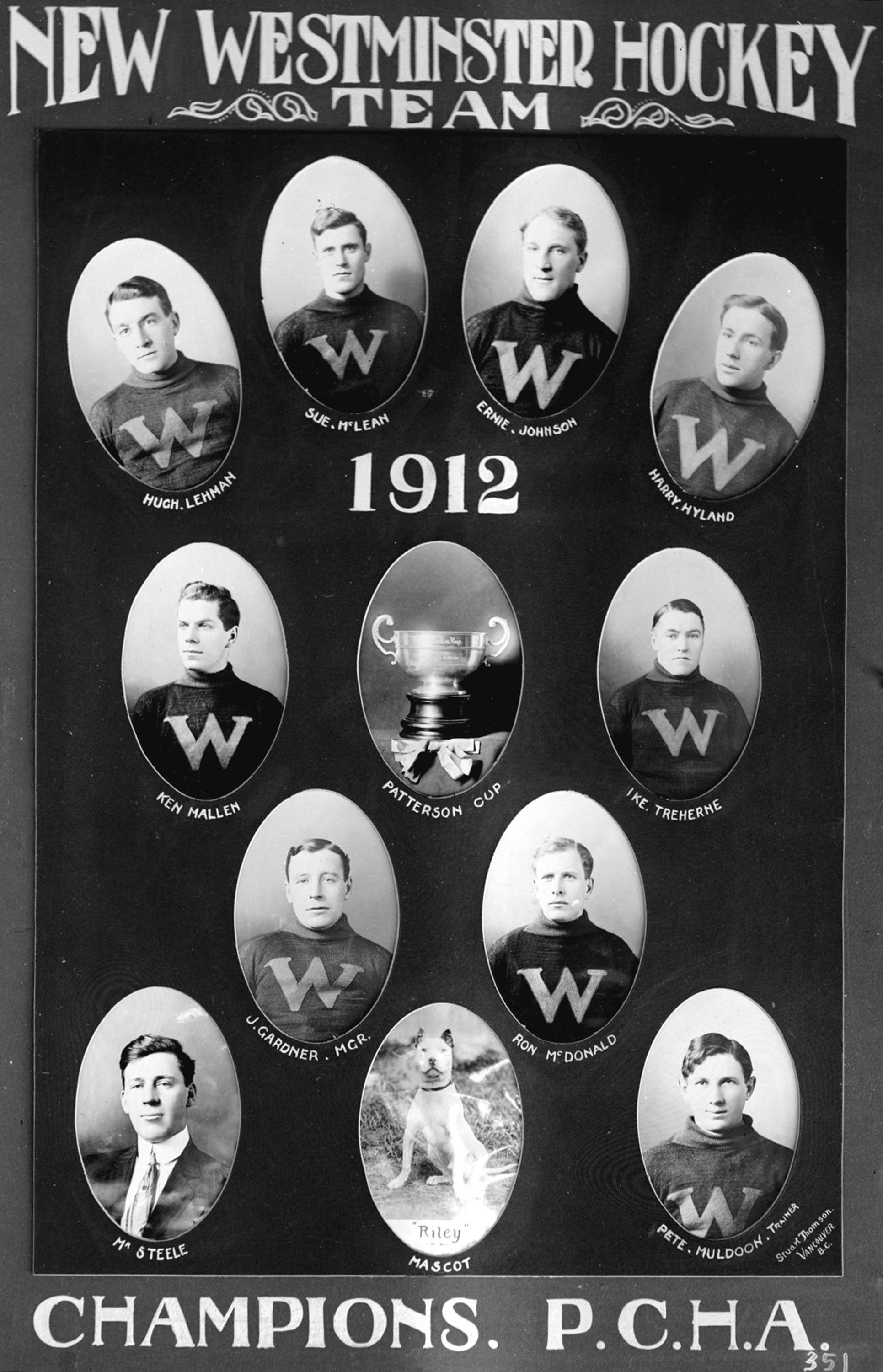
1912 års mästarlag i PCHA New Westminster Royals. Medurs från längst ner till vänster: Mr. Steele, Jimmy Gardner, Ken Mallen, Hugh Lehman, Archie "Sue" McLean, Ernie Johnson, Harry Hyland, George "Ike" Treherne, Ran McDonald och Pete Muldoon.

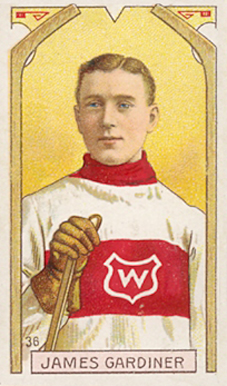
Jimmy Gardner med Montreal Wanderers på Imperial Tobaccos hockeykort från 1911.

James Henry Gardner, född 21 maj 1881 i Montreal, Quebec, död 6 november 1940 i Montreal, var en kanadensisk professionell ishockeyspelare och ishockeytränare.

## Karriär
Jimmy Gardner inledde ishockeykarriären i hemstaden Montreal med Montreal AAA i Canadian Amateur Hockey League där han spelade mellan 1900 och 1903. Med Montreal AAA vann han två Stanley Cup åren 1902 och 1903. Därefter spelade han en säsong med Montreal Wanderers i Federal Amateur Hockey League innan han flyttade till USA och Michigan säsongen 1904–05 för att bli professionell med Calumet-Laurium Miners i den nystartade helprofessionella ligan International Professional Hockey League.
Calumet-Laurium Miners vann IPHL under dess första säsong och Gardner stannade i klubben även över säsongen 1905–06 innan han bytte lag till Pittsburgh Professionals i samma liga säsongen 1906–07. IPHL lades ner efter tre säsonger och Gardner återvände till Montreal och spelade för Montreal Shamrocks i Eastern Canada Amateur Hockey Association säsongen 1907–08.
Säsongen 1909 var Gardner tillbaka i Montreal Wanderers och 1910 vann han Stanley Cup med klubben sedan utmanarlaget Berlin Dutchmen från Berlin, Ontario, besegrats med siffrorna 7-3. Sista säsongen med Wanderers, 1910–11, fungerade Gardner som spelande tränare.
1912 flyttade Gardner till New Westminster i British Columbia för att spela med New Westminster Royals i den nystartade ligan Pacific Coast Hockey Association. Gardner var spelande tränare för Royals som vann ligan 1912 fyra poäng före Vancouver Millionaires och Victoria Senators. Efter ytterligare en säsong med Royals i PCHA, med en tredjeplats i ligan som resultat, återvände Gardner ännu en gång till hemstaden Montreal, denna gång för att spela för Montreal Canadiens i National Hockey Association. På 17 matcher över två säsonger med Canadiens gjorde han 10 mål och 19 poäng som spelande tränare.
Säsongen 1924–25 tränade Gardner Hamilton Tigers i NHL. Tigers hade slutat på sista plats i ligan de två föregående säsongerna men med Gardner vid rodret, och ledda framåt av Billy Burch och Shorty Green, vann Tigers NHL:s grundserie en poäng före Toronto St. Patricks. Laget missade dock chansen att få spela om Stanley Cup då Burch och Green ledde en spelarstrejk mot klubbens ägare inför slutspelet för bättre ekonomiska villkor. Det hela slutade med att klubben stängdes av för att senare avvecklas efter säsongen och tränaruppdraget i Hamilton blev Gardners första och sista framträdande i NHL.
1962 valdes Gardner in som ärad medlem i Hockey Hall of Fame.

## Statistik

### Spelare
CAHL = Canadian Amateur Hockey League, FAHL = Federal Amateur Hockey League, ECAHA = Eastern Canada Amateur Hockey Association, ECHA = Eastern Canada Hockey Association
| 1899–00            | Montreal AAA-2           | CAIHL              | 4  | 8  | 0 | 8  | –   | 1 | 1 | 0 | 1 | –  |
| 1900–01            | Montreal AAA-2           | CAIHL              | 6  | 10 | 0 | 10 | –   | – | – | – | – | –  |
| 1901               | Montreal AAA             | CAHL               | 1  | 0  | 0 | 0  | 0   | – | – | – | – | –  |
| 1901–02            | Montreal AAA-2           | CAIHL              | 1  | 5  | 0 | 5  | 3   | – | – | – | – | –  |
| 1902               | Montreal AAA             | CAHL               | 8  | 1  | 0 | 1  | 16  | – | – | – | – | –  |
|                    |                          | Stanley Cup        | –  | –  | – | –  | –   | 3 | 0 | 0 | 0 | 12 |
| 1903               | Montreal AAA             | CAHL               | 3  | 3  | 0 | 3  | 9   | – | – | – | – | –  |
|                    |                          | Stanley Cup        | –  | –  | – | –  | –   | 2 | 1 | 0 | 1 | 6  |
| 1904               | Montreal Wanderers       | FAHL               | 6  | 5  | 0 | 5  | 12  | 1 | 1 | – | – | –  |
|                    |                          | Stanley Cup        | –  | –  | – | –  | –   | 1 | 1 | 0 | 1 | 0  |
| 1904–05            | Calumet-Laurium Miners   | IPHL               | 23 | 16 | 0 | 16 | 33  | – | – | – | – | –  |
| 1905–06            | Calumet Miners           | IPHL               | 19 | 3  | 0 | 3  | 30  | – | – | – | – | –  |
| 1906–07            | Pittsburgh Professionals | IPHL               | 20 | 10 | 8 | 18 | 61  | – | – | – | – | –  |
| 1907–08            | Montreal Shamrocks       | ECAHA              | 10 | 7  | 0 | 7  | 42  | – | – | – | – | –  |
| 1909               | Montreal Wanderers       | ECHA               | 12 | 11 | 0 | 11 | 61  | – | – | – | – | –  |
|                    |                          | Stanley Cup        | –  | –  | – | –  | –   | 2 | 0 | 0 | 0 | 13 |
| 1910               | Montreal Wanderers       | NHA                | 13 | 13 | 0 | 13 | 67  | 1 | 3 | 0 | 3 | 9  |
|                    |                          | Stanley Cup        | –  | –  | – | –  | –   | 1 | 0 | 0 | 0 | 6  |
| 1910–11            | Montreal Wanderers       | NHA                | 14 | 5  | 0 | 5  | 35  | – | – | – | – | –  |
| 1912               | New Westminster Royals   | PCHA               | 15 | 8  | 0 | 8  | 50  | – | – | – | – | –  |
| 1912–13            | New Westminster Royals   | PCHA               | 13 | 3  | 4 | 7  | 21  | – | – | – | – | –  |
| 1913–14            | Montreal Canadiens       | NHA                | 15 | 10 | 9 | 19 | 12  | – | – | – | – | –  |
| 1914–15            | Montreal Canadiens       | NHA                | 2  | 0  | 0 | 0  | 0   | – | – | – | – | –  |
| CAIHL totalt       | CAIHL totalt             | CAIHL totalt       | 11 | 23 | 0 | 23 | 3   | 1 | 1 | 0 | 1 | –  |
| CAHL totalt        | CAHL totalt              | CAHL totalt        | 12 | 4  | 0 | 4  | 25  | – | – | – | – | –  |
| IPHL totalt        | IPHL totalt              | IPHL totalt        | 62 | 29 | 8 | 37 | 124 | – | – | – | – | –  |
| PCHA totalt        | PCHA totalt              | PCHA totalt        | 28 | 11 | 4 | 15 | 71  | – | – | – | – | –  |
| NHA totalt         | NHA totalt               | NHA totalt         | 44 | 28 | 9 | 37 | 114 | 1 | 3 | 0 | 3 | 9  |
| Stanley Cup totalt | Stanley Cup totalt       | Stanley Cup totalt | –  | –  | – | –  | –   | 9 | 2 | 0 | 2 | 37 |

### Tränare
M = Matcher, V = Vinster, F = Förluster, O = Oavgjorda, P = Poäng 
| Säsong      | Lag                    | Liga        | Grundserie | Grundserie | Grundserie | Grundserie | Grundserie | Grundserie | Slutspel                   |
| Säsong      | Lag                    | Liga        | M          | V          | F          | O          | P          | Resultat   | Resultat                   |
| ----------- | ---------------------- | ----------- | ---------- | ---------- | ---------- | ---------- | ---------- | ---------- | -------------------------- |
| 1910–11     | Montreal Wanderers     | NHA         | 16         | 7          | 9          | 0          | 14         | 4:a        | –                          |
| 1912        | New Westminster Royals | PCHA        | 15         | 9          | 6          | 0          | 18         | 1:a        | –                          |
| 1912–13     | New Westminster Royals | PCHA        | 13         | 4          | 9          | 0          | 8          | 3:a        | –                          |
| 1913–14     | Montreal Canadiens     | NHA         | 20         | 13         | 7          | 0          | 26         | 2:a        | Förlorade i ligaslutspelet |
| 1914–15     | Montreal Canadiens     | NHA         | 20         | 6          | 14         | 0          | 12         | 6:a        | –                          |
| 1924–25     | Hamilton Tigers        | NHL         | 30         | 19         | 10         | 1          | 39         | 1:a        | –                          |
| NHA totalt  | NHA totalt             | NHA totalt  | 56         | 26         | 30         | 0          | 52         |            |                            |
| PCHA totalt | PCHA totalt            | PCHA totalt | 28         | 13         | 15         | 0          | 26         |            |                            |

Statistik från justsportsstats.com

## Meriter
- Stanley Cup – 1902 och 1903 med Montreal AAA. 1910 med Montreal Wanderers.